# Campeonato Paulista 1927
In 1927 werd het 26ste Campeonato Paulista gespeeld voor voetbalclubs uit de Braziliaanse staat São Paulo. Net zoals vorig jaar werden er twee competities gespeeld door de profbond APEA en amateurbond LAF. Beide competities worden erkend als officieel kampioenschap.
De competitie van de APEA werd gespeeld van 3 mei 1927 tot 11 maart 1928 en werd gewonnen door Palestra Itália. De competitie van de LAF werd gespeeld van 3 april tot 30 oktober en werd gewonnen door Paulistano. 

## APEA

### Eerste fase
| Plaats | Club                        | Wed. | W  | G | V  | Saldo | Ptn. |
| ------ | --------------------------- | ---- | -- | - | -- | ----- | ---- |
| 1.     | Palestra Itália             | 12   | 11 | 1 | 0  | 70:13 | 23   |
| 2.     | Corinthians                 | 12   | 10 | 0 | 2  | 45:19 | 20   |
| 3.     | Guarani                     | 11   | 7  | 1 | 3  | 39:28 | 15   |
| 4.     | Santos                      | 8    | 7  | 0 | 1  | 39:19 | 14   |
| 5.     | Portuguesa                  | 13   | 7  | 0 | 6  | 43:43 | 14   |
| 6.     | São Paulo Alpargatas        | 13   | 6  | 1 | 6  | 34:41 | 13   |
| 7.     | República                   | 13   | 6  | 1 | 6  | 29:39 | 13   |
| 8.     | Sílex                       | 11   | 4  | 1 | 6  | 22:27 | 9    |
| 9.     | Corinthians de São Bernardo | 13   | 3  | 1 | 9  | 20:43 | 7    |
| 10.    | Barra Funda                 | 11   | 3  | 1 | 7  | 11:37 | 7    |
| 11.    | Auto-Audax                  | 13   | 3  | 1 | 9  | 17:48 | 7    |
| 12.    | 1° de Maio                  | 12   | 3  | 0 | 9  | 29:43 | 6    |
| 13.    | Comercial                   | 9    | 2  | 0 | 7  | 13:24 | 4    |
| 14.    | Ypiranga                    | 12   | 2  | 0 | 10 | 19:65 | 4    |

|  | Geplaatst voor tweede fase |

### Tweede fase
De punten van de eerste fase bleven behouden. 
| Plaats | Club            | Wed. | W  | G | V | Saldo  | Ptn. |
| ------ | --------------- | ---- | -- | - | - | ------ | ---- |
| 1.     | Palestra Itália | 16   | 14 | 1 | 1 | 89:22  | 29   |
| 2.     | Santos          | 16   | 14 | 0 | 2 | 100:33 | 28   |
| 3.     | Corinthians     | 16   | 12 | 0 | 4 | 60:32  | 14   |
| 4.     | Guarani         | 14   | 7  | 1 | 6 | 47:38  | 15   |

|  | Kampioen |

### Kampioen
| Campeonato Paulista de 1927         |
| São Paulo                           |
| ----------------------------------- |
| PALESTRA ITÁLIA Kampioen (3° titel) |

### Topschutter
| Speler            | Speler | Goals | Club   |
| ----------------- | ------ | ----- | ------ |
| Vlag van Brazilië | Araken | 31    | Santos |

## LAF
| Plaats | Club              | Wed. | W | G | V | Saldo | Ptn. |
| ------ | ----------------- | ---- | - | - | - | ----- | ---- |
| 1.     | Paulistano        | 9    | 6 | 3 | 0 | 30:7  | 15   |
| 2.     | Hespanha          | 9    | 6 | 1 | 2 | 23:16 | 13   |
| 3.     | Paulista          | 9    | 5 | 1 | 3 | 24:20 | 11   |
| 3.     | AA São Bento      | 9    | 5 | 1 | 3 | 17:11 | 11   |
| 5.     | Germânia          | 9    | 4 | 2 | 3 | 25:22 | 10   |
| 6.     | AA Palmeiras      | 9    | 3 | 2 | 4 | 15:23 | 8    |
| 7.     | Internacional     | 9    | 3 | 1 | 5 | 16:20 | 7    |
| 8.     | Atlético Santista | 9    | 3 | 1 | 5 | 17:18 | 7    |
| 9.     | Antárctica        | 9    | 2 | 1 | 6 | 16:33 | 5    |
| 10.    | Sant'Anna         | 9    | 1 | 1 | 7 | 8:21  | 3    |

|  | Kampioen |

### Kampioen
| Campeonato Paulista de 1927     |
| São Paulo                       |
| ------------------------------- |
| PAULISTANO Kampioen (10° titel) |

### Topschutter
| Speler            | Speler              | Goals | Club       |
| ----------------- | ------------------- | ----- | ---------- |
| Vlag van Brazilië | Arthur Friedenreich | 13    | Paulistano |